# Andrea Adami da Bolsena
Andrea Adami da Bolsena (1663-1742) fue un castrati y músico italiano nacido en 1663 en Bolsena y fallecido en 1742 en Roma. Posteriormente sería secretario del Cardenal Ottoboni. 
Hasta 1690 estuvo al servicio de la reina Cristina de Suecia, junto a Arcangelo Corelli y el chelista Filippo Amadei. Actuaron en óperas de Flavio Carlo Lanciani (1667-1706) y Alessandro Stradella. 
Siendo el favorito y a través de la influencia del Cardenal Ottoboni fue nombrado maestro del coro papal en 1700. Como biógrafo, dejó una historia de esta institución, con los retratos y las memorias de los cantantes (en la Capilla Sixtina), bajo el título de Osservazioni per il ben regolare coro dei cantori della Cappella Pontificia (Roma, 1711).
Se afirma que era muy apreciado por los romanos por su persona, así como sus dotes musicales.  Ayudó a su sobrino Lionardo Adami a convertirse en bibliotecario. 
Perteneció a la Academia de la Arcadia con el sobrenombre de Caricle Piseo.